# ایستگاه متروی شهید هاشمی
ایستگاه متروی شهید هاشمی یکی از ایستگاه‌های متروی تهران است که قرار است در خیابان شهید هاشمی تقاطع بزرگراه یادگار امام در محله سلسبیل و در جنوب خیابان آزادی واقع شود. این ایستگاه قرار است در آینده تقاطع خط ۸ متروی تهران با انشعاب فرودگاه بین‌المللی مهرآباد از انشعاب خط ۴ متروی تهران باشد.